# Face to Face vs. Dropkick Murphys
Face to Face vs. Dropkick Murphys è uno split pubblicato come EP nel 2002 dai gruppi musicali Face to Face e Dropkick Murphys.

## Tracce
1. Fight or Flight – 3:10 (Trever Keith) – Face to Face
2. Road of the Righteous – 2:45 (Mike McColgan, Rick Barton) – Face to Face
3. Wasted Life – 3:10 (Jake Burns) – Face to Face
4. The Dirty Glass (Darcy's Revenge) (extra vocals by Kay Hanley) – 3:40 (Ken Casey, Marc Orrell) – Dropkick Murphys
5. Fortunate Son – 2:41 (John Fogerty) – Dropkick Murphys
6. 21 Guitar Salute – 2:42 (Andre Schlesinger) – Dropkick Murphys